# Diocèse de Madaure
Le diocèse de Madaure est un ancien diocèse de l'église catholique de Numidie dont le siège était situé dans la ville de Madaure, aujourd'hui M'daourouch en Algérie. Son nom est désormais utilisé comme siège titulaire pour un évêque chargé d'une autre mission que la conduite d'un diocèse contemporain.
Il est actuellement occupé par Thinh Xuan Nguyen, évêque auxiliaire de Melbourne.

## Liste des évêques
- 1525-? : Nicola de Valle
- 1570-? : Gaspar de Torres
- 1587-? : Sebastiano de Pesca
- 1603-1613 : Francisco de Vera-Villavicencio
- 1613-? : Juan Suárez
- 1616-? : Melchor Rodríguez de Torres
- 1621-1627 : Sebastiano Carta
- 1628-1644 : Martin Meurisse (suffragant de l'évêque de Metz Henri de Bourbon-Verneuil)
- 1645-1654 : Gerolamo Gradenigo
- 1651-1663 : François de Visdelou
- 1666-1668 : François de Coëtlogon-Méjusseaume
- 1688-1703 : Bonaventure Giffard
- 1708-1714 : Anton Ignaz Müntzer
- 1771-1778 : Eugene Geoghegan
- 1882-1884 : Luigi Bruno
- 1884-1909 : Vincenzo Epifanio Carlassare
- 1909-1916 : Ismaele Puirredon
- 1919-1935 : Ignace-Marie Le Ruzic
- 1940-1970 : León Bonaventura de Uriarte Bengoa
- 1989-2016 : Janusz Bolonek
- 2016-2021 : Óscar Efraín Tamez Villareal
- 2021-2024 : Timothy John Norton
- depuis 2024 : Thinh Xuan Nguyen